# جون إيلدر
جون إيلدر (16 أغسطس 1949 - ) (بالإنجليزية: John Elder)‏ هو لاعب كريكت أيرلندي. شارك مع منتخب أيرلندا للكريكت.